# Atanas
Atanas (původně Athanasios) je mužské křestní jméno řeckého původu. Další variantou jména je Atanáš. Je odvozené od řeckého slova athanatos a vykládá se jako „nesmrtelný“.
Podle německého kalendáře má svátek 2. května.

## Atanas v jiných jazycích
- slovensky, maďarsky: Atanáz
- německy, anglicky, latinsky: Athanasius
- francouzsky: Athanase
- španělsky, italsky: Atanasio
- rusky: Afanasij
- bulharsky: Atanas
- srbsky: Atanasije
- polsky: Atanazy
- řecky: Athanasios

## Známí nositelé jména
- Atanas D. Atanasov – bulharský esperantista
- sv. Atanáš – alexandrijský teolog
- Afanasij Fet – ruský básník
- Afanasij Nikitin – ruský cestovatel
- Athanasius Kircher – německý jezuitský učenec
- Atanáš Kopecký[1] – učitel, iniciátor založení hradecké České hedvábnické jednoty a její první místopředseda